# Use Your Illusion Tour
El Use Your Illusion World Tour fue una gira de la banda de hard rock norteamericana Guns N' Roses que se desarrolló del 24 de mayo de 1991 al 17 de julio de 1993. No solo fue la gira más larga de la banda, sino también una de las giras más largas en la historia del rock, compuesta de 192 conciertos en 27 países. Hubo muchos sucesos inesperados en la gira, debido a los disturbios, el comienzo tardío de algunos conciertos, las cancelaciones y desvaríos abiertamente por el cantante Axl Rose.

## Historia
El "Use Your Illusion World Tour" fue una gira para promocionar los álbumes Use Your Illusion I y Use Your Illusion II, aunque debido a la escala de la gira, el término " gira promocional" es tal vez una trivialización. La gira comenzó el 24 de mayo de 1991, aproximadamente cuando el álbum Use Your Illusion iba a ser lanzado, y terminó más de dos años más tarde de lo que estaba planeado. La fecha de lanzamiento del álbum, o álbumes, ya que en realidad hay dos de ellos, fue pospuesto hasta septiembre, pero la gira se inició como estaba previsto. La visita marcó un punto culminante en la popularidad de los Guns N' Roses, con un total de más de 7 millones de fanes en los 192 conciertos y acompañado por las altas ventas de los dos álbumes.
Las grabaciones en vivo de la gira más tarde se publicaron como dos video/ DVD set, Use Your Illusion I y II, con imágenes de un concierto de 1992 en Tokio, Japón y también proporcionará contenido para el disco en vivo Live Era: '87-'93 . La gira también proporcionan un gran volumen de imágenes de los videos, entre ellos "Dead Horse" y su popular versión de Paul McCartney, " Live and Let Die ". Además, a la vez, las imágenes de gran parte de la gira iba a ser lanzado como un documental, tituladoThe Perfect Crime. La filmación consistió de Guns N 'Roses tiempo en la carretera, y se cree que han tenido imágenes de sus conciertos, e información acerca de los disturbios y otros acontecimientos importantes de la gira. Nada se ha dicho por qué nunca fue lanzado. Nunca se ha hablado después de la gira, casi como si el olvido. Nada parece apuntar a cualquier liberación de él en el futuro. Slash menciona en su biografía que el Axl está con el control de las imágenes, y que él estaría interesado en verlo, mientras pensaba que capturó algunos momentos asesinos de la gira.
La conducta de la banda, y en particular de Axl Rose, durante el Use Your Illusion Tour generaron negativa de la prensa, en particular, de las revistas Spin,Kerrang!, Circus y Hit Parader. Estas revistas fueron mencionadas en la canción "Get in the Ring", donde Axl Rose atacó a los escritores que habían escrito artículos que trataban de la actitud negativa de Rose.
Los shows fueron variados, con una lista que nunca fue elegida por la banda. Lo hicieron, sin embargo, solían abrir con "Welcome to the Jungle", "It's So Easy" o "Nightrain", y que poco después tocaban obligatoriamente Mr. Brownstone o Live and Let Die, y cerraban con "Paradise City". Los shows fueron muy emocionantes y cada show incluyó muchos solos de guitarra de Slash y un solo de batería de Matt Sorum, generalmente de 6 minutos de duración.
El Use Your Illusion Tour fue una gira masiva no solamente en el número y tamaño de las actuaciones, sino también en sus aspectos técnicos y el tamaño del equipo de producción. Un total de 80 personas viajaron con la banda durante la gira. La revista de negocios Performance nombró "Tour de la tripulación del Año" del año 1991.

## Shows

### Rock in Rio II
| Fecha      |                   | Ciudad         | País   | Lugar            | Asistencia | Notas    |
| ---------- | ----------------- | -------------- | ------ | ---------------- | ---------- | -------- |
| 01/20/1991 | Bandera de Brasil | Río de Janeiro | Brasil | Estadio Maracaná | 100.000    | Festival |
| 01/23/1991 | Bandera de Brasil | Río de Janeiro | Brasil | Estadio Maracaná | 100.000    | Festival |

### Shows previos
| Fecha      |                           | Ciudad        | País           | Lugar            |
| ---------- | ------------------------- | ------------- | -------------- | ---------------- |
| 05/09/1991 | Bandera de Estados Unidos | San Francisco | Estados Unidos | Warfield Theatre |
| 05/11/1991 | Bandera de Estados Unidos | Los Ángeles   | Estados Unidos | Pantages Theatre |
| 05/16/1991 | Bandera de Estados Unidos | Nueva York    | Estados Unidos | The Ritz         |

### Manga norteamericana y europea
| Fecha      |                           | Ciudad                         | País           | Lugar                           |
| ---------- | ------------------------- | ------------------------------ | -------------- | ------------------------------- |
| 05/24/1991 | Bandera de Estados Unidos | East Troy                      | Estados Unidos | Alpine Valley Music Theatre     |
| 05/25/1991 | Bandera de Estados Unidos | East Troy                      | Estados Unidos | Alpine Valley Music Theatre     |
| 05/28/1991 | Bandera de Estados Unidos | Noblesville                    | Estados Unidos | Deer Creek Music Center         |
| 05/29/1991 | Bandera de Estados Unidos | Noblesville                    | Estados Unidos | Deer Creek Music Center         |
| 06/01/1991 | Bandera de Estados Unidos | Grove City                     | Estados Unidos | Capital Music Center            |
| 06/02/1991 | Bandera de Estados Unidos | Toledo                         | Estados Unidos | Toledo Speedway                 |
| 06/04/1991 | Bandera de Estados Unidos | Richfield                      | Estados Unidos | Richfield Coliseum              |
| 06/05/1991 | Bandera de Estados Unidos | Richfield                      | Estados Unidos | Richfield Coliseum              |
| 06/07/1991 | Bandera de Canadá         | Toronto                        | Canadá         | CNE Stadium                     |
| 06/08/1991 | Bandera de Canadá         | Toronto                        | Canadá         | CNE Stadium                     |
| 06/10/1991 | Bandera de Estados Unidos | Saratoga Springs               | Estados Unidos | Saratoga Performing Arts Center |
| 06/11/1991 | Bandera de Estados Unidos | Hershey                        | Estados Unidos | Hersheypark Stadium             |
| 06/13/1991 | Bandera de Estados Unidos | Filadelfia                     | Estados Unidos | Wachovia Spectrum               |
| 06/17/1991 | Bandera de Estados Unidos | Uniondale                      | Estados Unidos | Nassau Coliseum                 |
| 06/19/1991 | Bandera de Estados Unidos | Landover                       | Estados Unidos | Capital Centre                  |
| 06/20/1991 | Bandera de Estados Unidos | Landover                       | Estados Unidos | Capital Centre                  |
| 06/22/1991 | Bandera de Estados Unidos | Hampton                        | Estados Unidos | Hampton Coliseum                |
| 06/23/1991 | Bandera de Estados Unidos | Charlotte, Carolina del Norte  | Estados Unidos | Charlotte Coliseum              |
| 06/25/1991 | Bandera de Estados Unidos | Greensboro, Carolina del Norte | Estados Unidos | Greensboro Coliseum             |
| 06/26/1991 | Bandera de Estados Unidos | Knoxville, Tennessee           | Estados Unidos | Thompson-Boling Arena           |
| 06/29/1991 | Bandera de Estados Unidos | Lexington, Kentucky            | Estados Unidos | Rupp Arena                      |
| 06/30/1991 | Bandera de Estados Unidos | Birmingham, Alabama            | Estados Unidos | Birmingham Race Course          |
| 07/02/1991 | Bandera de Estados Unidos | Maryland Heights, Misuri       | Estados Unidos | Riverport Amphitheatre          |
| 07/08/1991 | Bandera de Estados Unidos | Dallas, Texas                  | Estados Unidos | Starplex Amphitheatre           |
| 07/09/1991 | Bandera de Estados Unidos | Dallas, Texas                  | Estados Unidos | Starplex Amphitheatre           |
| 07/11/1991 | Bandera de Estados Unidos | Denver, Colorado               | Estados Unidos | McNichols Sports Arena          |
| 07/13/1991 | Bandera de Estados Unidos | Salt Lake City, Utah           | Estados Unidos | Salt Palace                     |
| 07/16/1991 | Bandera de Estados Unidos | Tacoma, Washington             | Estados Unidos | Tacoma Dome                     |
| 07/17/1991 | Bandera de Estados Unidos | Tacoma, Washington             | Estados Unidos | Tacoma Dome                     |
| 07/19/1991 | Bandera de Estados Unidos | Mountain View, California      | Estados Unidos | Shoreline Amphitheatre          |
| 07/20/1991 | Bandera de Estados Unidos | Mountain View, California      | Estados Unidos | Shoreline Amphitheatre          |
| 07/23/1991 | Bandera de Estados Unidos | Sacramento, California         | Estados Unidos | ARCO Arena                      |
| 07/25/1991 | Bandera de Estados Unidos | Costa Mesa, California         | Estados Unidos | Pacific Amphitheatre            |
| 07/29/1991 | Bandera de Estados Unidos | Inglewood, California          | Estados Unidos | Great Western Forum             |
| 07/30/1991 | Bandera de Estados Unidos | Inglewood, California          | Estados Unidos | Great Western Forum             |
| 08/02/1991 | Bandera de Estados Unidos | Inglewood, California          | Estados Unidos | Great Western Forum             |
| 08/03/1991 | Bandera de Estados Unidos | Inglewood, California          | Estados Unidos | Great Western Forum             |
| 08/13/1991 | Bandera de Finlandia      | Helsinki                       | Finlandia      | Helsinki Ice Hall               |
| 08/14/1991 | Bandera de Finlandia      | Helsinki                       | Finlandia      | Helsinki Ice Hall               |
| 08/16/1991 | Bandera de Suecia         | Estocolmo                      | Suecia         | Globen                          |
| 08/17/1991 | Bandera de Suecia         | Estocolmo                      | Suecia         | Globen                          |
| 08/19/1991 | Bandera de Dinamarca      | Gentofte                       | Dinamarca      | Gentofte Stadion                |
| 08/24/1991 | Bandera de Alemania       | Mannheim                       | Alemania       | Maimarktgelände                 |
| 08/26/1991 | Bandera de Polonia        | Varsovia                       | Polonia        | Dziesieciolecia Stadion         |
| 08/31/1991 | Bandera de Inglaterra     | Londres                        | Inglaterra     | Wembley Stadium                 |

(Last concert from Izzy Stradlin)

### Manga estadounidense, mexicana y japonesa
| Fecha      |                           | Ciudad                   | País           | Lugar                      |
| ---------- | ------------------------- | ------------------------ | -------------- | -------------------------- |
| 12/05/1991 | Bandera de Estados Unidos | Worcester, Massachusetts | Estados Unidos | Worcester Centrum Centre   |
| 12/06/1991 | Bandera de Estados Unidos | Worcester, Massachusetts | Estados Unidos | Worcester Centrum Centre   |
| 12/09/1991 | Bandera de Estados Unidos | Nueva York               | Estados Unidos | Madison Square Garden      |
| 12/10/1991 | Bandera de Estados Unidos | Nueva York               | Estados Unidos | Madison Square Garden      |
| 12/13/1991 | Bandera de Estados Unidos | Nueva York               | Estados Unidos | Madison Square Garden      |
| 12/16/1991 | Bandera de Estados Unidos | Filadelfia               | Estados Unidos | Wachovia Spectrum          |
| 12/17/1991 | Bandera de Estados Unidos | Filadelfia               | Estados Unidos | Wachovia Spectrum          |
| 12/28/1991 | Bandera de Estados Unidos | San Petersburgo, Florida | Estados Unidos | Suncoast Dome              |
| 12/31/1991 | Bandera de Estados Unidos | Miami, Florida           | Estados Unidos | Joe Robbie Stadium         |
| 01/03/1992 | Bandera de Estados Unidos | Baton Rouge, Luisiana    | Estados Unidos | LSU Assembly Center        |
| 01/04/1992 | Bandera de Estados Unidos | Biloxi, Misisipi         | Estados Unidos | Mississippi Coast Coliseum |
| 01/07/1992 | Bandera de Estados Unidos | Memphis, Tennessee       | Estados Unidos | The Pyramid                |
| 01/09/1992 | Bandera de Estados Unidos | Houston, Texas           | Estados Unidos | The Summit                 |
| 01/10/1992 | Bandera de Estados Unidos | Houston, Texas           | Estados Unidos | The Summit                 |
| 01/13/1992 | Bandera de Estados Unidos | Dayton, Ohio             | Estados Unidos | Nutter Center              |
| 01/14/1992 | Bandera de Estados Unidos | Dayton, Ohio             | Estados Unidos | Nutter Center              |
| 01/21/1992 | Bandera de Estados Unidos | Mineápolis, Minnesota    | Estados Unidos | Target Center              |
| 01/22/1992 | Bandera de Estados Unidos | Mineápolis, Minnesota    | Estados Unidos | Target Center              |
| 01/25/1992 | Bandera de Estados Unidos | Las Vegas, Nevada        | Estados Unidos | Thomas & Mack Center       |
| 01/27/1992 | Bandera de Estados Unidos | San Diego, California    | Estados Unidos | San Diego Sports Arena     |
| 01/28/1992 | Bandera de Estados Unidos | San Diego, California    | Estados Unidos | San Diego Sports Arena     |
| 01/31/1992 | Bandera de Estados Unidos | Chandler, Arizona        | Estados Unidos | Compton Terrace            |
| 02/01/1992 | Bandera de Estados Unidos | Chandler, Arizona        | Estados Unidos | Compton Terrace            |
| 02/19/1992 | Bandera de Japón          | Tokio                    | Japón          | Tokyo Dome                 |
| 02/20/1992 | Bandera de Japón          | Tokio                    | Japón          | Tokyo Dome                 |
| 02/22/1992 | Bandera de Japón          | Tokio                    | Japón          | Tokyo Dome                 |
| 04/01/1992 | Bandera de México         | México D. F.             | México         | Palacio de los Deportes    |
| 04/02/1992 | Bandera de México         | México D. F.             | México         | Palacio de los Deportes    |
| 04/06/1992 | Bandera de Estados Unidos | Oklahoma City, Oklahoma  | Estados Unidos | Myriad Arena               |
| 04/09/1992 | Bandera de Estados Unidos | Rosemont, Illinois       | Estados Unidos | Rosemont Horizon           |

### Manga Europea
| Fecha      |                             | Ciudad     | País           | Lugar                           | Asistencia | Notas   |
| ---------- | --------------------------- | ---------- | -------------- | ------------------------------- | ---------- | ------- |
| 05/16/1992 | Bandera de Irlanda          | Slane      | Irlanda        | Slane Castle                    | 70.000     |         |
| 05/19/1992 | Bandera de Polonia          | Chorzów    | Polonia        | Estadio de Silesia              |            |         |
| 05/20/1992 | Bandera de República Checa  | Praga      | Checoslovaquia | Strahov Stadium                 |            |         |
| 05/22/1992 | Bandera de Hungría          | Budapest   | Hungría        | Népstadion                      |            |         |
| 05/23/1992 | Bandera de Austria          | Vienna     | Austria        | Donauinsel Stadium              |            |         |
| 05/26/1992 | Bandera de Alemania         | Berlín     | Alemania       | Estadio Olímpico de Berlín      | 66.000     |         |
| 05/28/1992 | Bandera de Alemania         | Stuttgart  | Alemania       | Neckarstadion                   | 60.000     | Agotado |
| 05/30/1992 | Bandera de Alemania         | Colonia    | Alemania       | Müngersdorfer Stadion           | 50.000     | Agotado |
| 06/03/1992 | Bandera de Alemania         | Hannover   | Alemania       | Niedersachsenstadion            | 45.000     | Agotado |
| 06/06/1992 | Bandera de Francia          | París      | Francia        | Hippodrome de Vincennes         | 60.000     | Agotado |
| 06/13/1992 | Bandera de Inglaterra       | Londres    | Inglaterra     | Wembley Stadium                 | 80.000     | Agotado |
| 06/14/1992 | Bandera de Inglaterra       | Mánchester | Inglaterra     | Maine Road                      | 44.000     |         |
| 06/16/1992 | Bandera de Inglaterra       | Gateshead  | Inglaterra     | Gateshead International Stadium |            |         |
| 06/20/1992 | Bandera de Alemania         | Würzburg   | Alemania       | Talavera-Mainwiese              |            |         |
| 06/21/1992 | Bandera de Suiza            | Basilea    | Suiza          | St. Jakob Stadium               |            |         |
| 06/23/1992 | Bandera de los Países Bajos | Róterdam   | Holanda        | Feijenoord Stadion              |            |         |
| 06/27/1992 | Bandera de Italia           | Turín      | Italia         | Stadio Delle Alpi               | 70.000     | Agotado |
| 06/30/1992 | Bandera de España           | Sevilla    | España         | Estadio Benito Villamarin       | 50.000     | Agotado |
| 07/02/1992 | Bandera de Portugal         | Lisboa     | Portugal       | Estadio José Alvalade           | 48.000     |         |

### Shows en estadios norteamericanos conMetallica
| Fecha                    |                           | Ciudad                        | País           | Lugar                         |
| ------------------------ | ------------------------- | ----------------------------- | -------------- | ----------------------------- |
| 07/17/1992               | Bandera de Estados Unidos | Washington                    | Estados Unidos | RFK Stadium                   |
| 07/18/1992               | Bandera de Estados Unidos | East Rutherford, Nueva Jersey | Estados Unidos | Giants Stadium                |
| 07/21/1992               | Bandera de Estados Unidos | Pontiac, Míchigan             | Estados Unidos | Pontiac Silverdome            |
| 07/22/1992               | Bandera de Estados Unidos | Indianápolis, Indiana         | Estados Unidos | Hoosier Dome                  |
| 07/25/1992               | Bandera de Estados Unidos | Orchard Park, Nueva York      | Estados Unidos | Rich Stadium                  |
| 07/26/1992               | Bandera de Estados Unidos | Pittsburgh, Pensilvania       | Estados Unidos | Three Rivers Stadium          |
| 07/29/1992               | Bandera de Estados Unidos | East Rutherford, Nueva Jersey | Estados Unidos | Giants Stadium                |
| 08/08/1992               | Bandera de Canadá         | Montreal                      | Canadá         | Estadios Olímpico de Montreal |
| 08/25/1992               | Bandera de Estados Unidos | Avondale, Arizona             | Estados Unidos | Phoenix International Raceway |
| 08/27/1992               | Bandera de Estados Unidos | Las Cruces, Nuevo México      | Estados Unidos | Aggie Memorial Stadium        |
| 08/29/1992               | Bandera de Estados Unidos | Nueva Orleans, Luisiana       | Estados Unidos | Louisiana Superdome           |
| 09/02/1992               | Bandera de Estados Unidos | Orlando, Florida              | Estados Unidos | Citrus Bowl                   |
| 09/04/1992               | Bandera de Estados Unidos | Houston, Texas                | Estados Unidos | Astrodome                     |
| 09/05/1992               | Bandera de Estados Unidos | Irving, Texas                 | Estados Unidos | Texas Stadium                 |
| 09/07/1992               | Bandera de Estados Unidos | Columbia, Carolina del Sur    | Estados Unidos | Williams-Brice Stadium        |
| 09/09/1992               | Bandera de Estados Unidos | Los Ángeles, California       | Estados Unidos | Pauley Pavilion               |
| 09/11/1992               | Bandera de Estados Unidos | Foxborough, Massachusetts     | Estados Unidos | Foxboro Stadium               |
| 09/13/1992               | Bandera de Canadá         | Toronto                       | Canadá         | Exhibition Stadium            |
| 15 de septiembre de 1992 | Bandera de Estados Unidos | Mineápolis, Minnesota         | Estados Unidos | Hubert H. Humphrey Metrodome  |
| 17 de septiembre de 1992 | Bandera de Estados Unidos | Kansas City, Misuri           | Estados Unidos | Arrowhead Stadium             |
| 19 de septiembre de 1992 | Bandera de Estados Unidos | Denver, Colorado              | Estados Unidos | Mile High Stadium             |
| 24 de septiembre de 1992 | Bandera de Estados Unidos | Oakland, California           | Estados Unidos | Oakland Coliseum              |
| 27 de septiembre de 1992 | Bandera de Estados Unidos | Los Ángeles, California       | Estados Unidos | Los Angeles Coliseum          |
| 30 de septiembre de 1992 | Bandera de Estados Unidos | San Diego, California         | Estados Unidos | Jack Murphy Stadium           |
| 3 de octubre de 1992     | Bandera de Estados Unidos | Pasadena, California          | Estados Unidos | Rose Bowl                     |
| 6 de octubre de 1992     | Bandera de Estados Unidos | Seattle, Washington           | Estados Unidos | Kingdome                      |

### Sudamérica
| Fecha                   | Ciudad                          | País            | Lugar                                       |
| América del Sur         | América del Sur                 | América del Sur | América del Sur                             |
| ----------------------- | ------------------------------- | --------------- | ------------------------------------------- |
| 25 de noviembre de 1992 | Caracas                         | Venezuela       | Poliedro de Caracas                         |
| 29 de noviembre de 1992 | Bogotá                          | Colombia        | Estadio El Campin                           |
| 2 de diciembre de 1992  | Santiago                        | Chile           | Estadio Nacional                            |
| 5 de diciembre de 1992  | Buenos Aires                    | Argentina       | Estadio Monumental                          |
| 6 de diciembre de 1992  | Buenos Aires                    | Argentina       | Estadio Monumental                          |
| 10 de diciembre de 1992 | São Paulo                       | Brasil          | Anhembi                                     |
| 12 de diciembre de 1992 | São Paulo                       | Brasil          | Anhembi                                     |
| 13 de diciembre de 1992 | São Paulo                       | Brasil          | Autódromo Internacional Nelson Piquet       |
| Asia y Oceanía          |                                 |                 |                                             |
| 12 de enero de 1993     | Tokio                           | Japón           | Tokyo Dome                                  |
| 14 de enero de 1993     | Tokio                           | Japón           | Tokyo Dome                                  |
| 15 de enero de 1993     | Tokio                           | Japón           | Tokyo Dome                                  |
| 30 de enero de 1993     | Sídney                          | Australia       | Eastern Creek Raceway                       |
| 1 de febrero de 1993    | Melbourne                       | Australia       | Calder Park Raceway                         |
| 6 de febrero de 1993    | Auckland                        | Nueva Zelanda   | Mount Smart Stadium                         |
| América del Norte       |                                 |                 |                                             |
| 23 de febrero de 1993   | Austin, Texas                   | Estados Unidos  | Frank Erwin Center                          |
| 25 de febrero de 1993   | Birmingham, Alabama             | Estados Unidos  | Birmingham–Jefferson Convention Complex     |
| 6 de marzo de 1993      | New Haven, Connecticut          | Estados Unidos  | New Haven Coliseum                          |
| 8 de marzo de 1993      | Portland, Maine                 | Estados Unidos  | Cumberland County Civic Center              |
| 9 de marzo de 1993      | Hartford, Connecticut           | Estados Unidos  | Hartford Civic Center                       |
| 12 de marzo de 1993     | Hamilton, Ontario               | Canadá          | Copps Coliseum                              |
| 16 de marzo de 1993     | Augusta, Maine                  | Estados Unidos  | Augusta Civic Center                        |
| 17 de marzo de 1993     | Boston, Massachusetts           | Estados Unidos  | Boston Garden                               |
| 20 de marzo de 1993     | Iowa City, Iowa                 | Estados Unidos  | Carver–Hawkeye Arena                        |
| 21 de marzo de 1993     | Fargo, Dakota del Norte         | Estados Unidos  | Fargodome                                   |
| 24 de marzo de 1993     | Winnipeg, Manitoba              | Canadá          | Winnipeg Arena                              |
| 26 de marzo de 1993     | Saskatoon, Saskatchewan         | Canadá          | Saskatchewan Place                          |
| 28 de marzo de 1993     | Edmonton, Alberta               | Canadá          | Northlands Coliseum                         |
| 30 de marzo de 1993     | Vancouver, Columbia Británica   | Canadá          | British Columbia Place                      |
| 1 de abril de 1993      | Portland, Oregón                | Estados Unidos  | Portland Coliseum                           |
| 3 de abril de 1993      | Sacramento, California          | Estados Unidos  | ARCO Arena                                  |
| 4 de abril de 1993      | Reno, Nevada                    | Estados Unidos  | Lawlor Events Center                        |
| 7 de abril de 1993      | Salt Lake City, Utah            | Estados Unidos  | Delta Center                                |
| 9 de abril de 1993      | Rapid City, Dakota del Sur      | Estados Unidos  | Rushmore Plaza Civic Center                 |
| 10 de abril de 1993     | Omaha, Nebraska                 | Estados Unidos  | Omaha Civic Auditorium                      |
| 13 de abril de 1993     | Auburn Hills, Míchigan          | Estados Unidos  | The Palace of Auburn Hills                  |
| 15 de abril de 1993     | Roanoke, Virginia               | Estados Unidos  | Roanoke Civic Center                        |
| 16 de abril de 1993     | Chapel Hill, Carolina del Norte | Estados Unidos  | Dean Smith Center                           |
| 18 de abril de 1993     | Virginia Beach, Virginia        | Estados Unidos  |                                             |
| 21 de abril de 1993     | Guadalajara                     | México          | Estadio Jalisco                             |
| 23 de abril de 1993     | Ciudad de México                | México          | Palacio de los Deportes                     |
| 24 de abril de 1993     | Ciudad de México                | México          | Palacio de los Deportes                     |
| 27 de abril de 1993     | Monterrey                       | México          | Estadio Universitario                       |
| 28 de abril de 1993     | Monterrey                       | México          | Estadio Universitario                       |
| 1 de mayo de 1993       | Cincinnati, Ohio                | Estados Unidos  | Riverfront Coliseum                         |
| 3 de mayo de 1993       | Providence, Rhode Island        | Estados Unidos  | Providence Civic Center                     |
| 4 de mayo de 1993       | Albany, Nueva York              | Estados Unidos  | Knickerbocker Arena                         |
| 6 de mayo de 1993       | Amherst, Massachusetts          | Estados Unidos  | Mullins Center                              |
| Europa                  |                                 |                 |                                             |
| 22 de mayo de 1993      | Tel Aviv                        | Israel          | Hayarkon Park                               |
| 24 de mayo de 1993      | Atenas                          | Grecia          | Olympic Stadium                             |
| 26 de mayo de 1993      | Estambul                        | Turquía         | Inonu Stadium                               |
| 29 de mayo de 1993      | Milton Keynes                   | Reino Unido     | National Bowl                               |
| 30 de mayo de 1993      | Milton Keynes                   | Reino Unido     | National Bowl                               |
| 2 de junio de 1993      | Vienna                          | Austria         | Praterstadion                               |
| 5 de junio de 1993      | Nijmegen                        | Países Bajos    | Goffertpark                                 |
| 6 de junio de 1993      | Nijmegen                        | Países Bajos    | Goffertpark                                 |
| 8 de junio de 1993      | Copenhague                      | Dinamarca       | Gentofte Stadion                            |
| 10 de junio de 1993     | Oslo                            | Noruega         | Valle Hovin                                 |
| 12 de junio de 1993     | Stockholm                       | Suecia          | Stockholm Olympic Stadium                   |
| 16 de junio de 1993     | Basilea                         | Suiza           | Fussballstadion St. Jakob                   |
| 18 de junio de 1993     | Bremen                          | Alemania        | Weserstadion                                |
| 19 de junio de 1993     | Colonia                         | Alemania        | Müngersdorfer Stadion                       |
| 22 de junio de 1993     | Karlsruhe                       | Alemania        | Wildparkstadion                             |
| 25 de junio de 1993     | Fráncfort del Meno              | Alemania        | Waldstadion                                 |
| 26 de junio de 1993     | Múnich                          | Alemania        | Olympiastadion                              |
| 29 de junio de 1993     | Modena                          | Italia          | Stadio Comunale                             |
| 30 de junio de 1993     | Modena                          | Italia          | Stadio Comunale                             |
| 2 de julio de 1993      | Cava de' Tirreni                | Italia          | Stadio Simonetta Lamberti                   |
| 5 de julio de 1993      | Barcelona                       | España          | Estadi Olímpic Lluís Companys               |
| 6 de julio de 1993      | Madrid                          | España          | Vicente Calderón Stadium                    |
| 8 de julio de 1993      | Nancy                           | Francia         | Zenith de Nancy                             |
| 9 de julio de 1993      | Lyon                            | Francia         | Halle Tony Garnier                          |
| 11 de julio de 1993     | Werchter                        | Bélgica         | Rock Werchter Festival                      |
| 13 de julio de 1993     | París                           | Francia         | Palais Omnisports de Paris-Bercy            |
| América del Sur         |                                 |                 |                                             |
| 16 de julio de 1993     | Buenos Aires                    | Argentina       | Estadio Monumental Antonio Vespucio Liberti |
| 17 de julio de 1993     | Buenos Aires                    | Argentina       | Estadio Monumental Antonio Vespucio Liberti |

## Personal
Guns N' Roses
- W. Axl Rose – vocalista, piano, silbato, silbido, guitarra acústica, pandereta, coros
- Slash – guitarra líder, guitarra acústica , coros, talkbox, guitarra slide
- Izzy Stradlin – guitarra rítmica, coros, guitarra acústica , vocalista (1991; 1993 - cinco shows)
- Duff McKagan – bajo, coros, vocalista, tambor
- Matt Sorum – batería, percusión, coros, tambor
- Dizzy Reed – teclados, piano, coros, percusión, órgano, pandereta
- Gilby Clarke – guitarra rítmica, coros, tambor (1991–1993)

Músicos de gira
- Teddy Andreadis – teclados, coros, armónica, pandereta (1992–1993)
- Roberta Freeman – coros, pandereta (1992–1993)
- Traci Amos – coros, pandereta (1992–1993)
- Diane Jones – coros (1992 - nueve shows)
- Cece Worrall – cuernos (1992–1993)
- Anne King – cuernos (1992–1993)
- Lisa Maxwell – cuernos (1992–1993)

Músicos adicionales
- Shannon Hoon
- Sebastian Bach
- Lenny Kravitz (6 de junio de 1992)
- Steven Tyler (6 de junio de 1992)
- Joe Perry (6 de junio de 1992)
- Brian May (13 de junio de 1992)
- Ronnie Wood (15 de enero de 1993)[2]
- Michael Monroe (30 de mayo de 1993)[3]

## Actos de apertura
- Tyranny of Time
- Soundgarden
- Dumpster
- Raging Slab
- Faith No More
- Skid Row
- Smashing Pumpkins
- My Little Funhouse
- Blind Melon
- El Conde del Guacharo
- Krönös
- Nine Inch Nails
- Brian May (algunos conciertos con su banda)
- Body Count
- Motörhead
- Pearls & Swine
- Rose Tattoo
- The Cult
- Soul Asylum
- Meduza
- Suicidal Tendencies
- Red Fun
- Quireboys
- Pappo

## Canciones tocadas
De Appetite for Destruction:
- "Welcome to the Jungle"
- "It's So Easy"
- "Nightrain"
- "Out ta Get Me"
- "Mr. Brownstone"
- "Paradise City"
- "My Michelle"
- "Sweet Child o' Mine"
- "You're Crazy"
- "Rocket Queen"

De G N' R Lies:
- "Reckless Life"[4]
- "Nice Boys"
- "Move to the City"
- "Mama Kin/Train Kept A-Rollin'" (con Steven Tyler y Joe Perry de Aerosmith)
- "Patience"
- "Used to Love Her"
- "You're Crazy" (Acústica)

De Use Your Illusion I:
- "Right Next Door To Hell"
- "Dust N' Bones"
- "Live and Let Die"
- "Don't Cry" (Original)
- "Perfect Crime"
- "You Ain't the First"
- "Bad Obsession"
- "Back Off Bitch"[5]
- "Don't Damn Me"
- "Double Talkin' Jive"
- "November Rain"
- "The Garden"
- "Garden Of Eden"
- "Bad Apples"
- "Dead Horse"
- "Coma"

De Use Your Illusion II:
- "Civil War"
- "14 Years"
- "Yesterdays"
- "Knockin' on Heaven's Door"
- "Breakdown"
- "Pretty Tied Up"
- "Locomotive"
- "So Fine"
- "Estranged"
- "You Could Be Mine"
- "Don't Cry" (Alt. Lyrics)

De The Spaghetti Incident?:
- "Since I Don't Have You" (Intro)
- "Attitude"

Otras canciones comúnmente tocadas:
- "It's Alright" (Black Sabbath cover)
- "Wild Horses" (Versión de The Rolling Stones)
- "Dead Flowers" (The Rolling Stones cover)
- "Always on the Run" (Lenny Kravitz cover) (with Lenny Kravitz)
- "Theme From the Godfather" (Nino Rota cover) (Guitar Solo)
- "Imagine" (John Lennon cover) (Intro)
- "Dust In The Wind" (Todd Rundgren cover) (Intro)
- "It Tastes Good, Don't It?" (Unreleased original) (played during Rocket Queen)
- "I Was Only Joking" (Rod Stewart cover) (Intro)
- "Lucy in the Sky with Diamonds" (The Beatles cover) (Intro)
- "Only Women Bleed" (Alice Cooper cover) (Intro)
- "Mother" (Pink Floyd cover) (Intro)
- "Pinball Wizard" (The Who cover) (Intro)
- "The One" (Elton John cover) (Intro)
- "One" (U2 cover) (Intro)
- "Sail Away Sweet Sister" (Queen cover) (Intro)
- "Bad Time" (Grand Funk Railroad cover) (Intro)
- "Let It Be" (The Beatles cover) (Guitar Solo)
- "Voodoo Child (Slight Return)" (Jimi Hendrix cover) (Intro)